# مسجد سندلینگ
مسجد سندلینگ (به آلمانی: Moschee Sendling) مسجدی در ناجیه سندلینگ مونیخ که در آلمان واقع شده‌است. این مسجد از سال ۱۹۸۹-تاکنون به‌طور عمده در اختیار مسلمانان ترک آلمان می‌باشد. مسجد سندلینگ که مرکز اسلامی ترک نیز نامیده می‌شود به انجمن امور مذهبی اسلامی-ترک آلمان وابسته است و تحت نظارت ریاست جمهوری ترکیه برای امور مذهبی به فعالیت می‌پردازد. مسجد سندلینگ یکی از سه مسجد بزرگ مونیخ می‌باشد.